# Stazione di Nikolassee
La stazione di Nikolassee è una fermata ferroviaria di Berlino, sita nell’omonimo quartiere. È posta sotto tutela monumentale (Denkmalschutz).

## Movimento
La fermata è servita dalle linee S 1 e S 7 della S-Bahn.

## Interscambi
- Fermata autobus